# Blow Up
Blow Up ist ein britisch-italienischer Thriller von Michelangelo Antonioni aus dem Jahr 1966. Als Vorlage diente die Kurzgeschichte Las Babas del Diablo von Julio Cortázar. Er wurde beim Filmfestival in Cannes mit dem Hauptpreis ausgezeichnet.

## Handlung
London in den 1960er Jahren, den Swinging Sixties. Der junge Thomas ist als Modefotograf zu beträchtlichem Erfolg gekommen, arbeitet aber auch an einem Schwarzweiß-Bildband mit künstlerisch ambitionierten Straßenfotografien, wofür er auch eine Nacht in einer Obdachlosenunterkunft verbringt. Auf der Suche nach weiteren Motiven macht er im Maryon Park Fotos von einem küssenden Paar, das er nicht um Erlaubnis gefragt hat. Nach einigen Minuten entdeckt die küssende Frau den Fotografen und scheucht ihn weg. Kurz darauf macht er nochmals Fotos davon, wie die Frau rennend den Park verlässt.
Die Frau besucht ihn noch am selben Tag und verlangt in auffallend dringlichem Ton die Fotos zurück. Sie sagt, dass der Mann, mit dem sie im Park war, ihr Geliebter sei und die Bilder daher vernichtet werden müssten. Um sie zufriedenzustellen, gibt der Fotograf ihr zum Abschied eine Filmpatrone, aber von einem anderen Film. Beim Vergrößern, dem Blowup der Fotos des Paares, meint Thomas abseits im Gebüsch einen Mann mit einer Pistole mit Schalldämpfer zu erkennen, in dessen Richtung die Frau blickt. Auf Abzügen späterer Fotos scheint der Geliebte der Frau reglos unter einem Baum zu liegen. Der Fotograf ist verunsichert. Hat er einen Mord fotografiert? Unterbrochen werden seine Überlegungen aber von der Ankunft zweier junger Frauen, die als Models arbeiten wollen, mit dem Fotografen flirten und dann schlafen.
Mitten in der Nacht kehrt der Fotograf in den Park zurück und findet tatsächlich eine männliche Leiche, die immer noch auf dem Rasen hinter dem Gebüsch liegt. Als er kurze Zeit später in sein Atelier zurückkommt, bemerkt er einen Einbruch; die Abzüge und Negative, die den vermeintlichen Mord dokumentieren, sind gestohlen worden. Einzig übrig geblieben, da zwischen zwei Möbelstücke gerutscht, ist das Blowup des Bildes von der Leiche im Gras. Die Vergrößerung ist allerdings so stark, dass eine Person, die mit dem Vorgang nicht vertraut ist, auf dem Abzug kaum etwas erkennen kann, weil sich das unscharfe Bild der Leiche in der Körnung des Fotos gleichsam auflöst.
Der Fotograf möchte seinen Agenten Ron einweihen, um mit ihm zusammen die Leiche zu fotografieren. Auf dem Weg zu einer Party, an der Ron teilnimmt, fährt er durch das nächtliche London und sieht vor einem Schaufenster für einen kurzen Moment die Frau aus dem Park. Er läuft ihr hinterher, findet sie aber nicht wieder. Stattdessen gerät er in ein Clubkonzert der Yardbirds. Während die Band den Titel Stroll On spielt, geht er durch die Reihen des wie angewurzelt stehenden und sitzenden Publikums. Als Gitarrist Jeff Beck gegen Ende des Stückes wegen Störgeräuschen den Verstärker malträtiert, dann seine Gitarre zerschmettert und ins Publikum wirft, entsteht in der Masse heftige Bewegung. Der Fotograf ergattert den Gitarrenhals und hat Mühe, wieder nach draußen zu gelangen, wo er das Bruchstück auf den Gehsteig wirft. Kurze Zeit später findet er schließlich Ron auf der Drogenparty, kann ihn aber nicht dazu bewegen, mit ihm in den Park zu kommen, um die Leiche zu fotografieren. Er bleibt die Nacht über auf der Party.

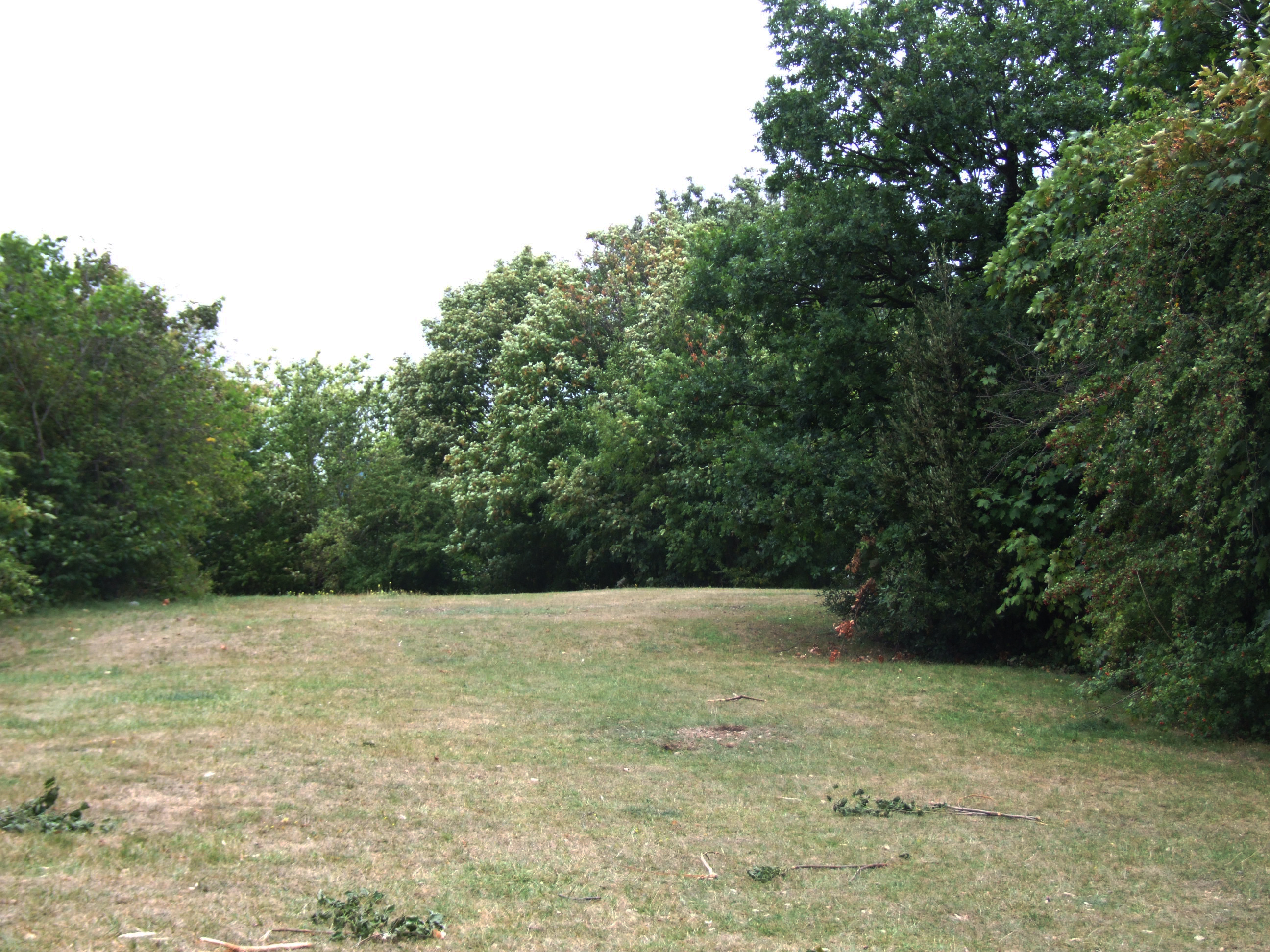
Tatort: Maryon Park in London

Am nächsten Morgen kehrt der Fotograf allein in den Park zurück, doch er kommt zu spät - die Leiche ist verschwunden. Der Fotograf tritt den Heimweg an und kommt im Park an einem Tennisplatz vorbei, auf dem eine Gruppe junger Leute pantomimisch ein bizarres Tennisspiel aufführt, bei dem weder Ball noch Tennisschläger zum Einsatz kommen, allerdings die typischen Tennisgeräuche hörbar werden. Als der imaginäre Ball in seiner Nähe landet, wirft der Fotograf ihn zu den Spielenden zurück.

## Die Filmvorlage: Cortazars Erzählung „Las Babas del Diablo“
„Blow Up“ ist inspiriert von Julio Cortázars in Paris spielender Erzählung Las Babas del Diablo (dt. Teufelsgeifer), 1959 veröffentlicht im Erzählband Las armas secretas (Die geheimen Waffen), die wiederum auf einer Geschichte basiert, die der Fotograf Sergio Larrain dem Autor erzählte.
Die zwischen Realität und Irrealität schwankende Filmhandlung hat ihre Entsprechung bereits in der offenen Erzählsituation der Kurzgeschichte, mit deren Beschreibung der Ich-Erzähler beginnt: „[D]as Schwierige wird sein, es in der rechten Weise zu erzählen, […] weil niemand genau weiß, wer da eigentlich erzählt, ob ich es bin oder das, was passiert ist […] oder ob ich einfach eine Wahrheit erzähle, die lediglich meine Wahrheit ist, also nicht die Wahrheit“. Der Autor schildert dann ein einen Monat zurückliegendes rätselhaftes Erlebnis, wechselt in die dritte Person und beginnt im realistischen Stil mit genauen Orts- und Zeitangaben: Der Übersetzer und Amateurfotograf Roberto Michel, Franzose chilenischer Abstammung, verlässt am Sonntag, dem 7. November, seine Pariser Wohnung im 5. Stock eines Hauses in der Rue Monsieur-le-Prince, um auf den Seine-Quais spazieren zu gehen und einige Fotos von der Conciergerie und der Saint-Chapelle zu machen. Dann bummelt er weiter zur Ile Saint-Louis und beobachtet an der Inselspitze ein Liebespaar unterschiedlichen Alters. Offenbar bedrängt die blonde Frau im Pelzmantel einen ängstlichen jungen Mann, der dem Erzähler wie ein großer Junge vorkommt. Spontan fotografiert Michel die Szene aus fünf Meter Entfernung. Während die Frau ihn als „Schnüffler“ beschimpft und die Filmrolle einfordert, läuft der Junge davon „wie ein Marienfaden [d. i. ein Spinnenfaden, span. Las Babas del Diablo] in der Morgenluft entschw[indet]“. Michel weigert sich, dies sei ein öffentlicher Platz. Ein Mann mit tief in den Höhlen liegenden Augen und blassem Gesicht steigt aus einem in der Nähe geparkten Auto, kommt mit einer „Gesichtsverzerrung“ auf sie zu und berät sich mit der Frau. Michel geht, ihnen ins Gesicht lachend, davon.
Nach mehreren Tagen entwickelt Michel das Foto, vergrößert den Schnappschuss zu Plakatgröße und, hier wechselt die Er- wieder in die Ich-Form, denkt sich in die Dreierbeziehung hinein. Vom Bild ausgehend lässt er einen Film von der Verführung ablaufen: Die Frau soll dem Mann im Hintergrund den Jungen als Gefangenen bringen. „Das weitere würde ganz einfach sein, das Auto, irgendeine Wohnung, die Getränke, die erregenden Bilder, die zu späten Tränen, das Erwachen in der Hölle.“ Michel ist sich sicher, dass er den Jungen vor dem bösen Plan der beiden gerettet hat, aber er kennt nicht den weiteren Verlauf. Er vermutet, dass der Antrag mit Geld oder Betrug verbunden ist, und da er in der Realität nichts tun kann, versetzt er sich in der Phantasie in das Bild und rettet den Jungen ein zweites Mal.

## Hintergrund
Als Inspiration für die Figur des Fotografen Thomas wird allgemein David Bailey angesehen, aber es wurde auch spekuliert, dass Michael Cooper als Vorbild für den Protagonisten diente. Modisches Muster war der Playboy Gunter Sachs. Zitiert wird auch eine Frauencatchszene aus dem kurz zuvor erschienenen Italo-Western Django von Sergio Corbucci.
Antonioni besetzte erst vergleichsweise spät David Hemmings für die Hauptrolle. Absagen erhielt er unter anderem von Sean Connery und dem österreichischen Schauspieler Oskar Werner. Zeitweise wurde auch David Bailey selbst für die Rolle des Fotografen diskutiert, war aber auch nicht interessiert. Schließlich wurde Terence Stamp in der Hauptrolle besetzt, doch er und Antonioni kamen nicht gut miteinander aus. Zwei Wochen vor Beginn der Dreharbeiten tauschte Antonioni ihn gegen den 24-jährigen, weitgehend unbekannten David Hemmings aus, nachdem er diesen in einer Theaterproduktion von Dylan Thomas’ autobiografischem Adventures in the Skin Trade gesehen hatte. Hemmings hatte für seine Dylan-Thomas-Rolle nur 20 Pfund die Woche erhalten, sodass sich sein Einkommen mit der Verpflichtung durch Antonioni extrem vervielfachte und er sich einen weißen Rolls-Royce von seinem ersten Geld kaufte.
Eine wesentliche Komponente des Films ist sein Zeitbezug und seine Darstellung des Londons in den Swinging Sixties. Die Rockgruppe The Yardbirds, mit Keith Relf als Sänger sowie Jimmy Page und Jeff Beck an der Gitarre, ist bei einem Auftritt in einem Club zu sehen. In deren Verlauf zertrümmert Beck seine Gitarre. Antonioni wollte für die Szene eigentlich die für derartige Bühnenexzesse wie Gitarrenzerstörungen bekannten The Who engagieren, was aber an deren Gagenforderung scheiterte. Simon Napier-Bell, der damalige Manager der Yardbirds, war ein großer Fan von Antonionis Filmen und wollte seine Band unbedingt unterbringen. Zum einen stellte er dafür eine vergleichsweise geringe Gagenforderung an Antonioni, zum anderen erzählte er ihm, dass die Yardbirds noch vor The Who mit den Gitarrenzerstörungen angefangen hätten. Laut Napier-Bell durchschaute Antonioni seine letztere Lüge wohl, fand die Band aber dennoch sympathisch und engagierte sie.
Blow Up wurde Antonionis erster Film, den er außerhalb seines Heimatlandes Italien drehte. Einerseits interessierten ihn die damaligen Veränderungen in London wie etwa die Mod-Subkultur, andererseits hatte sein dortiger Dreh auch pragmatische Gründe: So gab es in Italien noch keine von Auftraggebern wie großen Zeitungen beschäftigten Star-Fotografen wie die Figur des Thomas, außerdem wäre er wegen den für die damalige Zeit sehr offenen sexuellen Szenen in Konflikt mit der vom Katholizismus geprägten italienischen Filmzensur geraten. Obwohl Antonioni betonte, dass sein Film auch in anderen Weltstädten hätte spielen können, werden während der ausgedehnten Cabrio-Fahrten des Fotografen durch London viele Straßenzüge der Großstadt ausgestellt, sowohl aus den Zentren, mit im Bau befindlichen Wolkenkratzern, als auch aus weniger urbanen Bereichen mit kleinen Läden und dunklen Ziegelgebäuden, die wie in der Zeit stehengeblieben wirken. Über die London-Darstellung im Film schrieb Johann N. Schmidt in Großbritannien 1945–2010. Kultur, Politik, Gesellschaft:

„Wenn Blow Up dennoch zum einzigen kommerziellen Erfolg Antonionis wurde – das in den USA gedrehte Nachfolgewerk Zabriskie Point (1970) bekam gnadenlose Verrisse –, liegt dies nicht nur an einigen damals als riskant geltenden Szenen, sondern vor allem an einem Bild von London, das von Pop, Mode und den kreativen Künsten geprägt ist. So wurden ganze Häuserfassaden für den Film bunt angestrichen, Thomas verwandelt eine Fotosession mit Veruschka von Lehndorff in einen quasi-sexuellen Akt, und Kunst gewinnt den Charakter freier Verfügbarkeit in einer Welt, in der Realität und Illusion, Original und Reproduktion immer weniger voneinander geschieden sind.“

Herbie Hancock schrieb die Filmmusik und spielte sie mit renommierter Besetzung (u. a. Freddie Hubbard, Joe Henderson, Jim Hall, Ron Carter und Jack DeJohnette) auch selbst ein. Zu den Mitgliedern der Filmcrew zählten die Kostümdesignerin Jocelyn Rickards, der Szenenbildner Assheton Gorton und – als Regieassistent – der spätere Regisseur Piers Haggard. Neben Veruschka von Lehndorff handelt es sich bei den weiteren Models im Film um Jill Kennington, Peggy Moffitt, Rosaleen Murray, Ann Norman und Melanie Hampshire.
Ronan O’Casey (1922–2012), der kanadische Darsteller der grauhaarigen Leiche im Park, behauptete 1967 im Spiegel, dass die Mordgeschichte eigentlich hätte deutlich weniger mysteriös ausfallen sollen. Es hätte kein Geheimnis darum geben sollen, dass seine Figur von seiner Geliebten (gespielt von Vanessa Redgrave) und ihrem neuen Liebhaber (gespielt von Dyson Lovell) ermordet worden sei. Die Figur des mordenden Liebhabers sei zugleich der Bruder von Sarah Miles’ Figur gewesen, der Geliebten des Malers und Mitbewohnerin des Fotografen. Auf O’Caseys Frage, warum viele seiner Szenen gestrichen worden seien, habe Antonioni geantwortet: „Uns ist das Geld ausgegangen, und wir müssen aufhören zu drehen“. O’Caseys Aussage wird dadurch gestützt, dass man Lovell im fertigen Film kurz sehen kann, während er an dem Rolls-Royce des Fotografen herumstöbert (möglicherweise das Kennzeichen notiert), als dieser mit seinem Agenten im Restaurant sitzt. Produzent Carlo Ponti und Antonioni bestritten diesen Hergang, Antonioni erklärte: „Ponti gab mir alles, was ich wollte.“ In einem Brief an den Filmkritiker Roger Ebert bekräftigte O’Casey im Jahr 1999 nochmals seine Aussagen und erklärte, er wolle damit zeigen, wie schwierig es sein könne, präzise über die Absichten eines Künstlers und der Deutung seiner Kunst zu sein. Zugleich bekräftigte O’Casey, dass er Antonioni für einen „großen Regisseur“ halte und nicht hoffen würde, dass jemand einmal Blow Up fertigstellen wolle: „Unvollendet wie es war, reflektiert es Antonionis Streben nach dem Spiel mit Illusion und Realität.“ Ebert befand 2007 in seinem Nachruf auf Antonioni, dass die von O’Casey geschilderten Änderungen durch Antonioni während der Dreharbeiten den Film erst zu einem „Meisterwerk“ gemacht hätten: indem er nämlich das Mordopfer und den Mordvorgang zu einer Totalaufnahme reduziert und den Film so „redefiniert“ habe.
Antonioni bekannte, dass er sich über seine Konzepte bei dem Film unsicher war und ständig über neue Möglichkeiten nachdachte. Er sehe seine Filme nicht als „Dokumente einer Serie von kohärenten Ideen, sondern als Ideen, die spontan hervorsprießen“. Er habe während der vorbereitenden Arbeit an dem Film nächtelang über Ideen nachgedacht und sich Notizen gemacht, sich schließlich entschieden, trotz bestehender Unsicherheiten die Dreharbeiten einfach zu beginnen: „Ich sagte mir, lass uns mit dem Drehen jetzt anfangen und bekommen wir die Geschichte in den Kasten, und dann sehen wir...“. Somit waren auch Änderungen des Konzepts während der Dreharbeiten nicht überraschend. Der britische Autor Andrew Sinclair erinnerte sich etwa, wie sein Freund David Hemmings ihm wenige Tage vor Beginn der Dreharbeiten das Drehbuch zeigte und es nur aus rund zwanzig Seiten – von der Länge eher ein Drehbuch für einen Kurzfilm – mit verschiedenen Ideen von Antonioni und seinem Schreibpartner Tonio Guerra bestand.

## Synchronisation
Die deutsche Synchronfassung entstand 1967 im MGM Synchronisations-Atelier in Berlin.
| Rolle                  | Darsteller       | Deutsche Synchronstimme |
| ---------------------- | ---------------- | ----------------------- |
| Thomas, der Fotograf   | David Hemmings   | Lutz Moik               |
| Jane, die Frau im Park | Vanessa Redgrave | Ilse Kiewiet            |
| Patricia               | Sarah Miles      | Marianne Prenzel        |
| Ron                    | Peter Bowles     | Rolf Schult             |
| Alter Verkäufer        | Harry Hutchinson | Knut Hartwig            |

## Rezeption

### Publikumswirkung
Blow Up wurde der größte – und einzig größere – kommerzielle Erfolg von Antonioni in seiner gesamten Filmkarriere. Nicht zuletzt zog die aufwendige Werbung des großen Filmstudios Metro-Goldwyn-Mayer, für das Carlo Ponti den Film produziert hatte. MGM warb vor allem mit „hippen“ Elementen des Filmes wie den Swinging Sixties und der Mod-Szene. Die Zensureingriffe in mehreren europäischen Ländern, die vor allem das Intermezzo von Thomas mit den zwei Mädchen betrafen, steigerten das Interesse des Publikums eher noch.

### Kritiken
Der katholische Filmdienst war ausgesprochen positiv eingestellt: „In Inszenierung, Fotografie und Darstellung hervorragender Film von Antonioni, der die Faszination des Bildes als Abbild tatsächlicher oder vermeintlicher Wirklichkeit und die Möglichkeiten der Manipulation aufzuzeigen versucht und zugleich ein Porträt der Beat Generation zeichnet.“ Sein Pendant, der Evangelischer Filmbeobachter, war hingegen kritischer: „Das kritische Moment der ohnehin schwer verständlich zwischen Realität und Irrealität schwankenden Handlung wird durch üppiges Beiwerk zusätzlich verwischt. Ein mehr vom Bildkünstlerischen her interessanter Film Antonionis für aufgeschlossene und urteilsreife Erwachsene.“
Uwe Nettelbeck schrieb 1967 in Die Zeit: „Antonionis Film endet, wie sonst Krimis anfangen, weil er diese Beunruhigung mitteilen möchte, weil hinter der Frage, ob auf den Photos nun ein Mord zu sehen war oder ob Thomas nur geträumt hat, die wichtigere Frage wartet, ob dies nicht vielleicht gleichgültig ist. Diese Frage wird von Antonioni beantwortet, denn nicht eine geheimnisvolle Mordgeschichte ist das Sujet seines Filmes, sondern Thomas und seine Arbeit.“ Im selben Jahr äußerte Ernst Wendt in Film 1967, Blow Up sei „der erste Film, der bewußt den Anbruch eines neuen narzißtischen Zeitalters – man muß wohl sagen: >spiegelt<“. Ein „Film, der Marcuses Traum einer von Repressionen befreiten, einer herrschaftslosen und emanzipierten, die vorhandenen, längst entwickelten Produktivkräfte ausnutzende Gesellschaft illustriert.“

### Auszeichnungen
Michelangelo Antonioni war als Regisseur und als Drehbuchautor für einen Oscar nominiert. Gewonnen hat er den Grand Prix in Cannes, den Prix Léon Moussinac der französischen Filmkritikervereinigung (Association Française de la Critique de Cinéma), den amerikanischen National Society of Film Critics Award und den Preis der Italienischen Vereinigung der Filmjournalisten (Sindacato Nazionale Giornalisti Cinematografici Italiani). Der Film selbst war darüber hinaus für einen Golden Globe nominiert.
Das British Film Institute wählte Blow Up in seiner 1999 veröffentlichten Liste der besten britischen Filme des 20. Jahrhunderts auf Platz 60. Die Bundeszentrale für politische Bildung hat den Film Blow up 2003 in ihren Filmkanon aufgenommen.

### Einfluss
Brian De Palma zitierte 1981 das mittlerweile zum Kultfilm avancierte Werk Antonionis in Blow Out – Der Tod löscht alle Spuren. In seiner Version ist die Hauptfigur (gespielt von John Travolta) ein Tontechniker, der zufällig einen Autounfall aufnimmt und dabei einem möglichen Mord auf die Spur kommt.
Ebenfalls auf Blow Up bezieht sich der Hindi-Film Jaane Bhi Do Yaaro aus dem Jahr 1983, in dem zwei Fotografen beim Entwickeln von Aufnahmen aus dem „Antonioni Park“ auffällt, dass sie zufällig einen Mord fotografiert haben, den sie dann aufklären.
Deutschlands erste Großraumdiskothek, das Blow Up in München (1967–1972), wurde nach dem Film benannt.